# Gomphus apomyius
Gomphus apomyius là loài chuồn chuồn trong họ Gomphidae. Loài này được Donnelly mô tả khoa học đầu tiên năm 1966.